# روب ديفيز
روب ديفيز (بالإنجليزية: Rob Davies)‏ (24 مارس 1987 المملكة المتحدة - ) هو لاعب كرة قدم بريطاني يلعب كلاعب وسط.

## روابط خارجية
- روب ديفيز على موقع قاعدة بيانات كرة القدم.إي يو (الإنجليزية)
- روب ديفيز على موقع Soccerbase.com (لاعب) (الإنجليزية)
- روب ديفيز على موقع عالم كرة القدم.نت (الإنجليزية)